# Bubliki

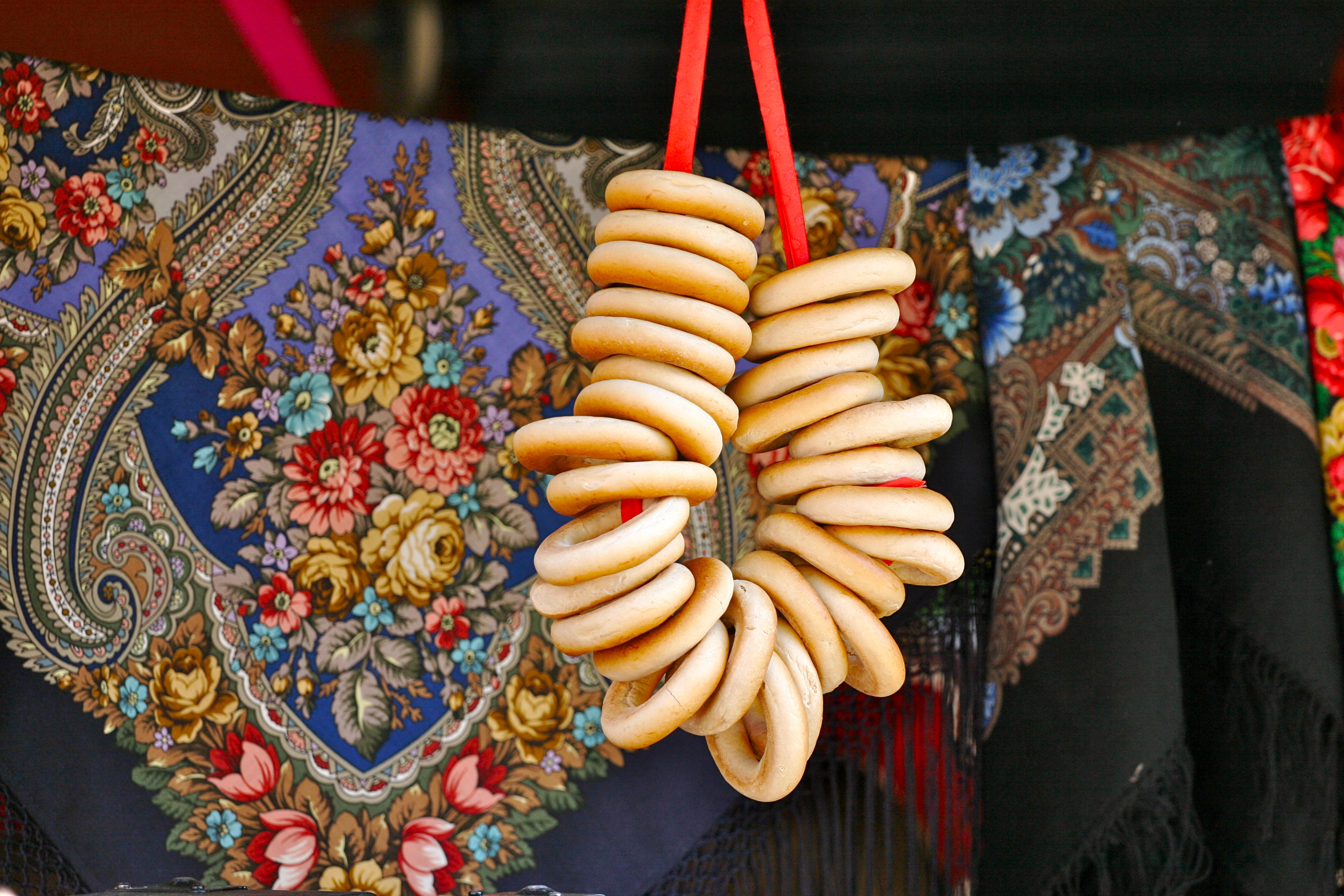
Bubliki

Bubliki (ukrainisch, russisch бублики, Singular: der Bublik) sind weiche Kringel aus leicht gesüßtem Weißbrotteig, die vor allem in Russland und der Ukraine, aber auch im Baltikum bekannt sind (auf Litauisch heißen sie riestainis).
Ihre charakteristische Form erklärt sich wahrscheinlich daraus, dass sie auf einer Stange oder Schnur leicht transportiert werden können. Im 19. Jahrhundert haben Moskauer und St. Petersburger Straßenhändler mit um den Kopf gehängten Bubliki-Schnüren sehr zur Verbreitung dieses Gebäcks beigetragen.